# Strategia (państwa)
Strategia (gr. strategos) – jest to kierunek i zakres działania, który państwo przyjmuje długookresowo, aby osiągnąć swoje cele i zyskać przewagę polityczną, gospodarczą, wojskową nad konkurentami. Strategia ma na celu ukształtowanie państwa i jego działań do zmieniania rzeczywistości, bądź nadążania za zmianami zachodzącymi w jego otoczeniu politycznym, wojskowym ale i związanym z postępem technicznym i postępem naukowym w taki sposób, aby zapewnić mu długotrwałe przetrwanie i rozwój.
Strategia polityczno-militarna to nauka o używaniu metod siłowych (siły zbrojne, dyplomacja) (bezpośrednio lub pośrednio) w celu realizacji interesów politycznych. Bada dostępne środki polityczno-militarne oraz koncepcje opisujące użycie tych środków w operacjach wojskowych. Horyzont czasowy strategii nierzadko sięga 30 lat, a nawet 100 lat.